# Crush (2019)
Crush ist ein Kurzfilm von Leela Varghese aus dem Jahr 2019.

## Inhalt
Der Film ist eine Liebesgeschichte. Eine der Protagonistinnen, Lizzy, kauft häufig Duftkerzen ein. Sie tut dies, weil sie in die indische Verkäuferin verliebt ist. Der Film baut Spannung in Bezug auf die Frage auf, ob es Lizzy gelingen wird, der Verkäuferin ihre Liebe zu gestehen.

## Produktion
Beinahe wäre der Film nicht gedreht worden, da ein ursprünglicher Drehort aufgrund des queeren Inhalt des Films absagte. Der Film wurde von Leela Varghese innerhalb von einem Tag gedreht und feierte auf dem Tropfest 2019 Premiere. Dabei wurde Shabana Azeez als Beste Hauptdarstellerin, Pip Hart für den Besten Schnitt und Leela Varghese für das Beste Drehbuch ausgezeichnet.